# 中嶋尚也
中嶋 尚也（なかじま なおや、1989年〈平成元年〉9月?日）は、秋田県秋田市生まれのトランペット奏者である。

## 人物
秋田県立秋田中央高等学校を卒業後、山形大学地域教育文化学部文化創造学科音楽芸術コース卒業、東京芸術大学音楽学部別科器楽科修了。
これまでにトランペットを井上直樹、佐藤友紀、古田俊博、栃本浩規に師事。ピアノを小坂朋実に師事。
現在、Osaka Shion Wind Orchestra トランペット奏者。

## 賞歴
- 第26回 大仙市音楽祭コンクール奨励賞受賞[2]

## 主な出演
- 第18回 山形県新人演奏会に出演[2]